# 羅莎岩
63°18′S 57°54′W / 63.300°S 57.900°W
羅莎岩（Rosa Rock），是南極洲的岩石，位於特里尼蒂半島附近，屬於迪羅克群島的一部分，處於阿古爾托岩以西0.2公里，在1948年由智利探險隊繪入地圖，現時由南極條約體系管理。